# Colphepeira catawba
Colphepeira catawba is een spinnensoort in de taxonomische indeling van de wielwebspinnen (Araneidae).
Het dier behoort tot het geslacht Colphepeira. De wetenschappelijke naam van de soort werd voor het eerst geldig gepubliceerd in 1911 door Nathan Banks.